# Campionati italiani di triathlon lungo del 2007
I Campionati italiani di triathlon lungo del 2007 sono stati organizzati dalla Federazione Italiana Triathlon e si sono tenuti a Candia Canavese in Piemonte, in data 13 maggio 2007.
Tra gli uomini ha vinto Gianpietro De Faveri (G.P. Triathlon), mentre la gara femminile è andata a Edith Niederfriniger (Sport Club Merano Triathlon).

## Risultati

### Élite uomini
| Pos. | Atleta               | Società sportiva         | Nuoto    | Bici     | Corsa    | Totale   |
| ---- | -------------------- | ------------------------ | -------- | -------- | -------- | -------- |
|      | Gianpietro De Faveri | G.P. Triathlon           | 00:38:46 | 01:59:27 | 01:13:40 | 03:51:53 |
|      | Gabriele Pertusati   | Peperoncino Team         | 00:41:27 | 01:59:46 | 01:11:27 | 03:52:40 |
|      | Massimo Cigana       | Bianchi-Keyline          | 00:46:52 | 01:59:28 | 01:06:49 | 03:53:09 |
| 4    | Alberto Casadei      | Bianchi-Keyline          | 00:40:12 | 02:04:54 | 01:09:48 | 03:54:54 |
| 5    | Fermo Bernasconi     | T.D. Rimini              | 00:44:01 | 02:00:20 | 01:12:29 | 03:56:50 |
| 6    | Sebastian Pedraza    | Jhonny Tri Forhans       | 00:43:57 | 01:59:57 | 01:14:49 | 03:58:43 |
| 7    | Gyula Kis            | Bianchi-Keyline          | 00:44:13 | 02:06:50 | 01:09:01 | 04:00:04 |
| 8    | Marco Quintavalle    | Fiamme Oro               | 00:44:00 | 02:05:22 | 01:11:07 | 04:00:29 |
| 9    | Igor Nastic          | Sui-Svizzera             | 00:41:05 | 02:07:32 | 01:13:02 | 04:01:39 |
| 10   | Gabriele Mazzetta    | Torino 3                 | 00:43:48 | 02:01:20 | 01:16:46 | 04:01:54 |
| 11   | Matteo Annovazzi     | Peperoncino Team         | 00:44:35 | 02:07:48 | 01:10:46 | 04:03:09 |
| 12   | Igor Gaffuri         | Peperoncino Team         | 00:41:09 | 02:06:15 | 01:16:04 | 04:03:28 |
| 13   | Fabio Guidelli       | Jhonny Tri Forhans       | 00:41:03 | 02:11:43 | 01:13:12 | 04:05:58 |
| 14   | Federico Girasole    | Pasta Granarolo          | 00:45:19 | 02:07:00 | 01:14:59 | 04:07:18 |
| 15   | Alessandro Valli     | Ironlario Triathlon Club | 00:49:15 | 02:06:37 | 01:12:58 | 04:08:50 |
| 16   | Alberto Roviera      | Ironbiella               | 00:50:27 | 02:06:46 | 01:11:38 | 04:08:51 |
| 17   | Andrea Palmieri      | Olimpia Triathlon        | 00:46:46 | 02:07:21 | 01:15:28 | 04:09:35 |
| 18   | Matteo Bruletti      | Peperoncino Team         | 00:47:11 | 02:09:27 | 01:13:25 | 04:10:03 |
| 19   | Pier Luigi Musu      | Survival                 | 00:42:41 | 02:10:10 | 01:17:30 | 04:10:21 |
| 20   | Alessandro Bertino   | Torino 3                 | 00:47:00 | 02:06:58 | 01:17:28 | 04:11:26 |

### Élite donne
| Pos. | Atleta               | Società sportiva             | Nuoto    | Bici     | Corsa    | Totale   |
| ---- | -------------------- | ---------------------------- | -------- | -------- | -------- | -------- |
|      | Edith Niederfriniger | Sport Club Merano Triathlon  | 00:44:53 | 02:16:43 | 01:20:28 | 04:22:04 |
|      | Martina Dogana       | Tri. Rari Nantes Marostica   | 00:48:54 | 02:12:39 | 01:20:32 | 04:22:05 |
|      | Lisa Desiderà        | G.P. Triathlon               | 00:50:42 | 02:10:58 | 01:30:03 | 04:31:43 |
| 4    | Daniela Pallaro      | Padova Triathlon             | 00:48:58 | 02:21:42 | 01:24:56 | 04:35:36 |
| 5    | Isabella Jungfer     | Ger-Germany                  | 00:56:18 | 02:14:13 | 01:26:00 | 04:36:31 |
| 6    | Marta Miglioli       | CEMS Piacenza Triathlon      | 00:54:54 | 02:21:36 | 01:21:48 | 04:38:18 |
| 7    | Elisabetta Stampi    | CUS Ferrara                  | 00:55:05 | 02:23:48 | 01:22:06 | 04:40:59 |
| 8    | Anna Quagliaro       | CUS Udine                    | 00:52:43 | 02:23:18 | 01:25:10 | 04:41:11 |
| 9    | Monnalisa Granai     | Team Marbleman               | 00:50:29 | 02:22:30 | 01:33:02 | 04:46:01 |
| 10   | Ilenia Monno         | Torino 3                     | 00:54:27 | 02:22:12 | 01:34:59 | 04:51:38 |
| 11   | Jacqueline White     | Torino 3                     | 00:52:45 | 02:26:45 | 01:32:20 | 04:51:50 |
| 12   | Manuela Ascoli       | Minerva Roma                 | 00:50:23 | 02:29:58 | 01:36:01 | 04:56:22 |
| 13   | Mayte Mascherpa      | Torino 3                     | 01:02:44 | 02:27:12 | 01:29:26 | 04:59:22 |
| 14   | Monica Copello       | Triathlon Alto Adige         | 01:05:11 | 02:25:29 | 01:34:46 | 05:05:26 |
| 15   | Virna Stavla         | Padova Triathlon             | 01:05:14 | 02:27:41 | 01:32:38 | 05:05:33 |
| 16   | Adelheit Larch       | Sport Club Merano Triathlon  | 00:59:06 | 02:34:17 | 01:33:52 | 05:07:15 |
| 17   | Maria Ferrari        | Freezone                     | 01:00:31 | 02:31:21 | 01:38:32 | 05:10:24 |
| 18   | Elisa Varano         | Triathlon Cremona Stradivari | 01:02:38 | 02:37:52 | 01:32:56 | 05:13:26 |
| 19   | Marika Ganci         | Fumane Triathlon Zenage      | 01:01:28 | 02:33:31 | 01:40:36 | 05:15:35 |
| 20   | Lorena Scupilliti    | Triathlon Bergamo            | 01:05:52 | 02:28:01 | 01:41:55 | 05:15:48 |